# Imperija
Imperja (în traducere, Imperiu), a fost aleasă să reprezinte Macedonia la Concursul Muzical Eurovision 2013. Dar a fost retrasă.